# Antsanvia

Verlauf der Altstraßen Hohe Straße, Reffenstraße und Antsanvia (im Vergleich zur Kinzigtalstraße)

Die Antsanvia ist eine Altstraße, die als Höhenweg entlang der Wasserscheiden auf den Anhöhen, ohne die Ortschaften zu durchqueren, von Mainz nach Eisenach in Thüringen führte. Der Name leitet sich vom lateinischen antiana via – alte Straße her.

## Bezeichnungen

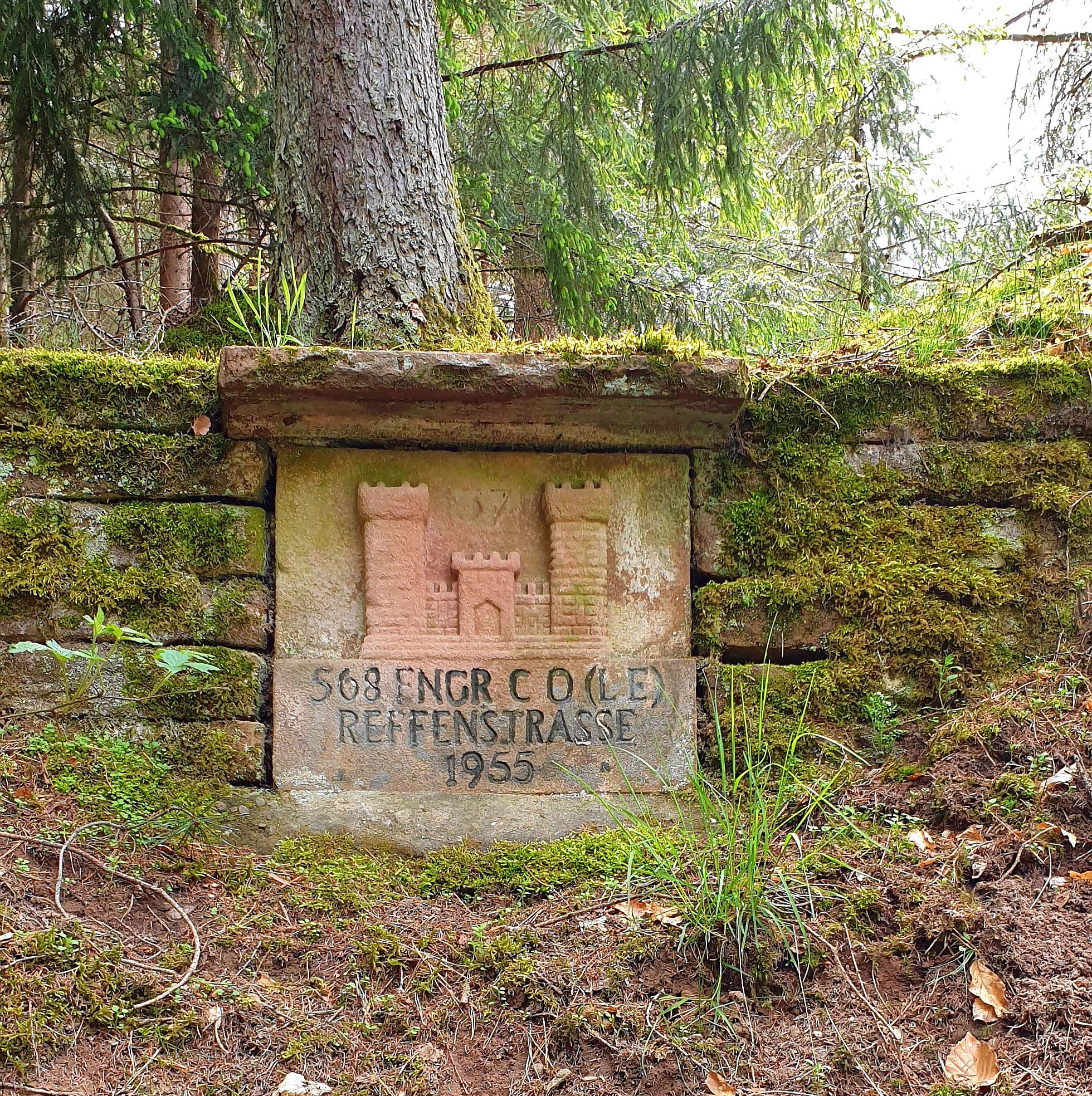
Gedenktafel in der Nähe des Großen Reffenkopfes

Wie alle Altstraßen trug die Antsanvia in ihrem Verlauf verschiedene Namen. Zwischen Bergen und Ostheim (heute Ortsteil von Nidderau) wurde sie als Hohe Straße bezeichnet. Im Büdinger Wald ist sie mit dem Namen Reffenstraße überliefert; der Name stammt vermutlich von der ersten Anhöhe Großer Reffenkopf (298 m ü. NN), über dessen Hänge sich die Straße weiter in den Büdinger Wald zieht. Danach sind die Namen Alte Straße, Kärrnersweg (der Name leitet sich vom Begriff Karren ab) und Fuldaer Straße verzeichnet. Erst von Fulda bzw. Hünfeld bis Eisenach ist der Name Antsanvia überliefert.
Diese Namen sind zum Teil noch heute in den offiziellen topografischen Landkarten des Landesvermessungsamtes verzeichnet, so dass sich der Verlauf gut nachvollziehen lässt. Dabei ist zu beachten, dass die heute so bezeichneten Feld- und Waldwege nicht mehr immer der alten Trasse folgen. Die Wege haben sich zum Beispiel durch Flurbereinigung, Auffüllen alter Hohlwege und die Erfordernisse der Landmaschinen in ihrem Verlauf verändert.

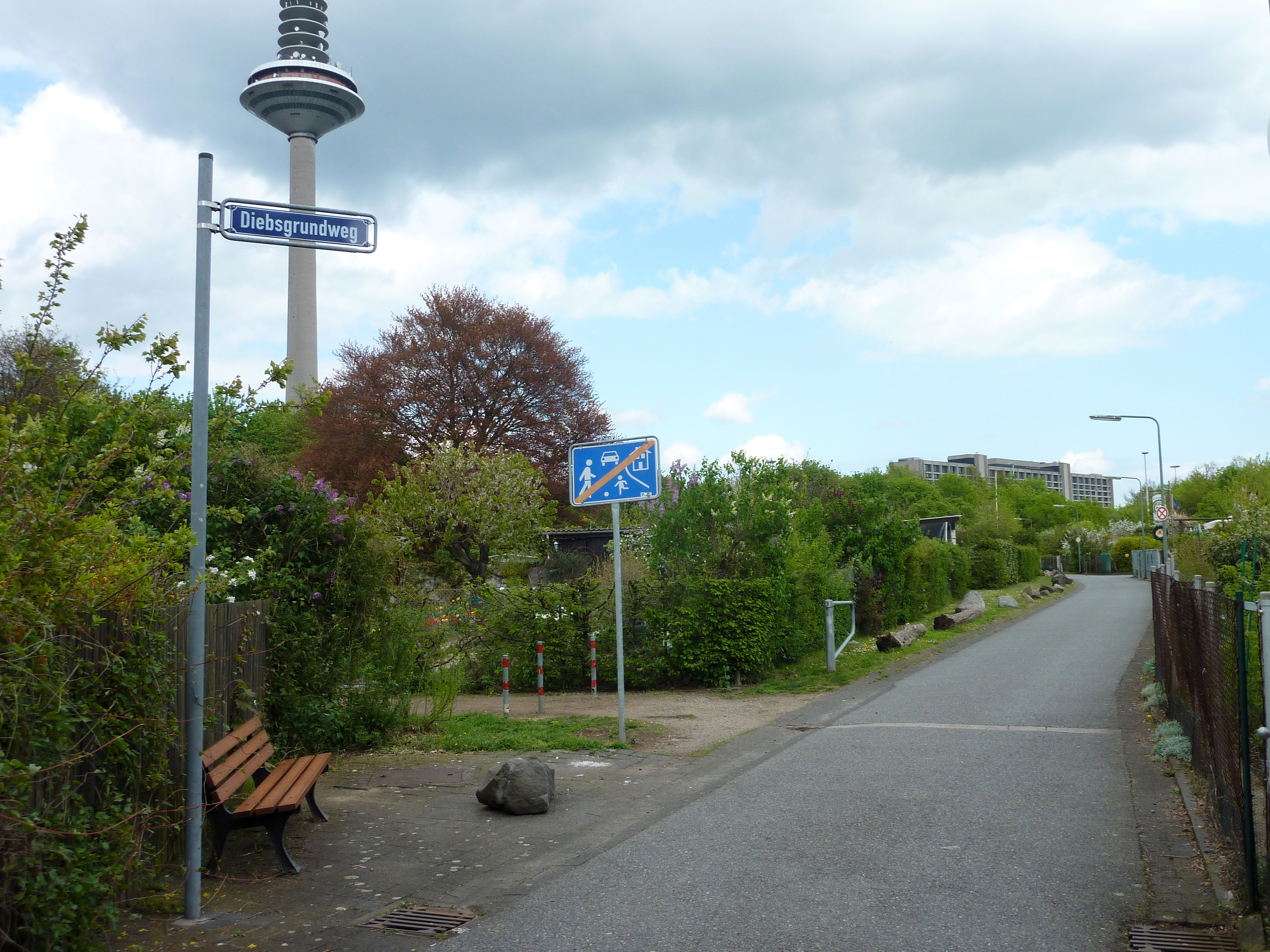
Ein Abschnitt des Diebsgrundwegs im Frankfurter Stadtteil Bockenheim

## Verlauf

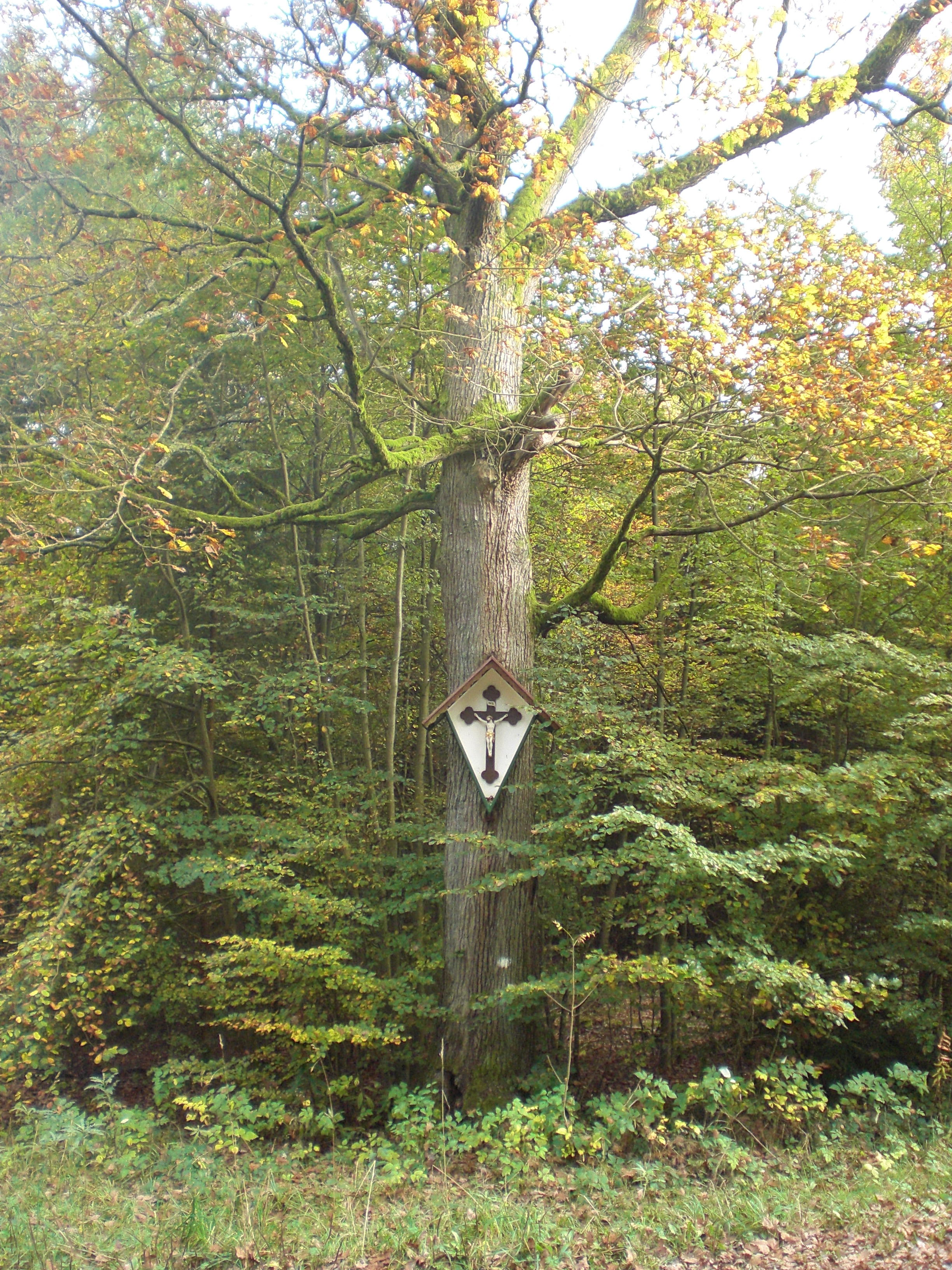
Herrgottseiche bei Giesel

Bei Mainz beginnend, führte die Straße parallel zum Main bis Höchst (alte Elisabethenstraße), über die Nidda bei Nied (Rödelheimer Straße, heute Oeserstraße), am Rebstock vorbei durch den Biegwald (Biegweg), dann nördlich an Bockenheim vorbei, über die Ginnheimer Höhe (Diebsgrundweg) und über den Dornbusch (Marbachweg) und Lohrberg bis Bergen. Von hier aus hielt sich der Weg (Hohe Straße) auf dem Höhenrücken zwischen der Nidder und der Kinzig. Sie ging von Bergen zwischen Kilianstädten und Roßdorf über Ostheim (gehört heute zu Nidderau) bis nach Marköbel (Ortsteil von Hammersbach), wo die Straße durch das damals dort angesiedelte römische Kastell und den Limes aus dem ehemals römisch kontrollierten Gebiet herausführte. Über die Anhöhen zwischen Langen-Bergheim und Altwiedermus verlief der Weg weiter über Diebach am Haag und Herrnhaag. Von hier aus verlief die Straße (Reffenweg) zwischen Lorbach und Vonhausen über den Großen Reffenkopf durch den Büdinger Wald. Aus dem Wald kommend, ging der Weg weiter zwischen Rinderbügen und Waldensberg, vorbei an Leisenwald (heutige Reffenstraße), Hitzkirchen und Hettersroth und zwischen Ober- und Unterreichenbach bis nach Radmühl, wo die Salz überschritten wurde, hier querte sie den Ortesweg. Zwischen Salz und Freiensteinau, Reichlos und zwischen Hauswurz und Brandlos hindurch führte die Strecke (Alte Straß).

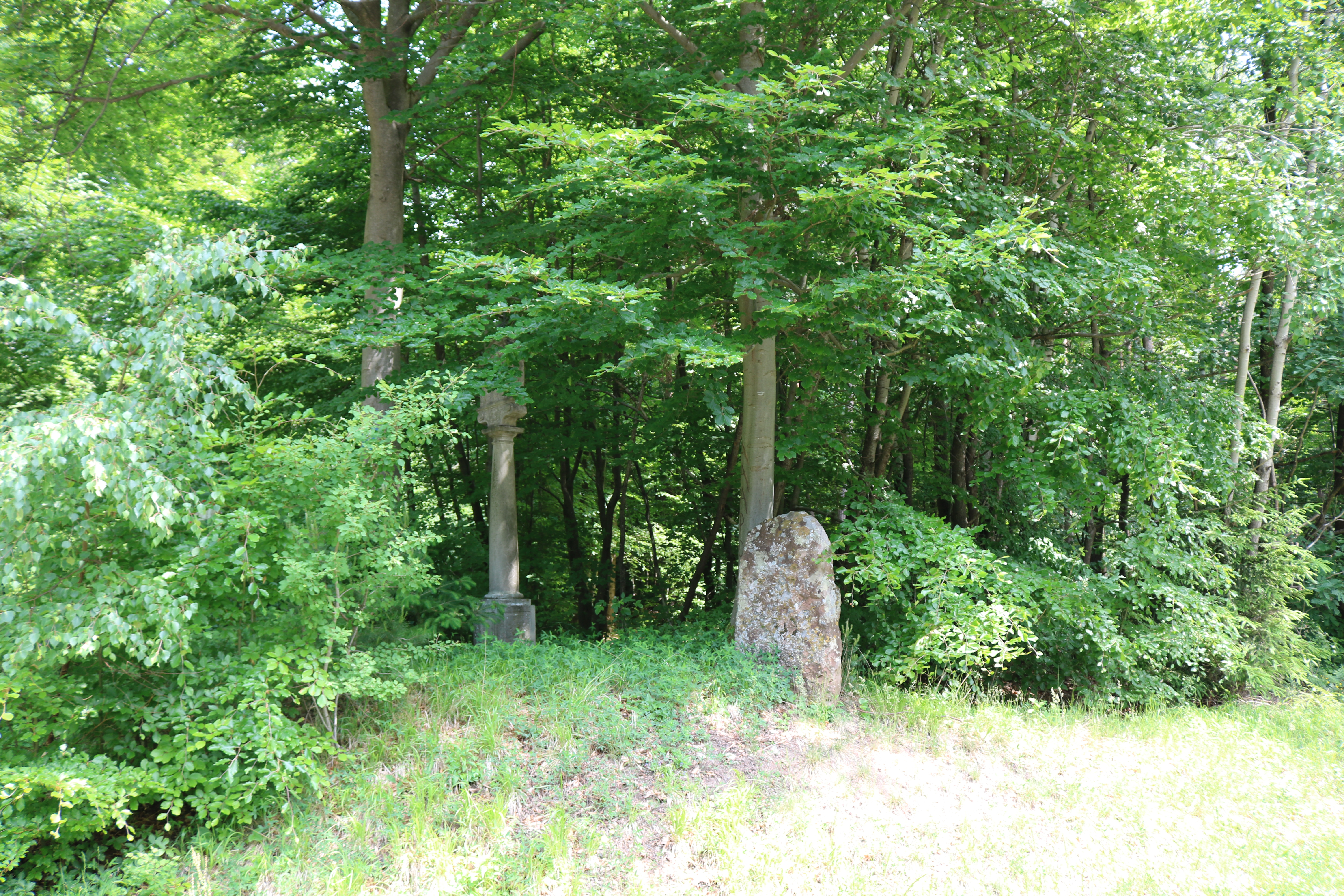
Die Querung der Altstraße Antsanvia und der Landesstraße 3079 Giesel-Sieberzmühle-Hosenfeld. Rechts: Alte Grenzmarke der Karlmann-Schenkung an der Sieberzheiligen

Südlich vorbei am Himmelsberg verläuft die Landesstraße 3079 weiter nordwestlich an Giesel über den Himmelsberg und der Herrgottseiche bei Giesel vorbei zur Fulda bei Kämmerzell, wo der Fluss über eine Furt überquert wurde. Die Antsanvia traf dann bei Hünfeld auf die Kinzigtalstraße.
Seit 872 bei Fulda die lange Brücke über die Fulda gebaut worden war (etwas nördlich der Mündung der Giesel), wurde der Weg nördlich an Giesel und zwischen Sickels und Hamerz hindurch an die Fulda bedeutender. An der Brücke über den Fluss traf die Kinzigtalstraße ebenfalls auf die Antsanvia.
Von Hünfeld aus lief die Antsanvia dann weiter durch die Kuppenrhön nach Vacha, wo sie die Werra überquerte. Von dort führte die Straße weiter bis nach Eisenach. Heute verläuft auf dieser Strecke zwischen Hünfeld und Eisenach die Bundesstraße 84.

## Geschichte
Die Straße wurde anlässlich der Karlmann-Schenkung (überliefert in der Chartula  St. Bonifatii) an das Kloster Fulda 747 das erste Mal erwähnt, als sie zur Grenzbeschreibung diente. Eine weitere Erwähnung fand der Weg in der Vita Sturmi (um 810). In einer Passage ist beschrieben, wie Sturmius nach dem Ort für das Kloster suchte und dabei die Fulda von Hersfeld kommend hinaufwanderte. Dabei kreuzte er die Antsanvia, die bei Kämmerzell die Fulda überquerte. Dieser Weg wurde vermutlich aber schon seit der Steinzeit genutzt. Dies stellten Historiker anhand von Ausgrabungen der alten Siedlungen und Hügelgräbern entlang der alten Streckenführung fest.
Die Antsanvia verlor als Handelsstraße an Bedeutung, als im frühen Mittelalter die Kinzigtalstraße an Bedeutung gewann. Erst in Hünfeld bzw. Fulda traf die Kinzigtalstraße wieder auf die Antsanvia, von wo sie weiter nach Eisenach, Erfurt und Leipzig führte. Dieser Verlauf ist als Via Regia oder Alte Frankfurter-Leipziger Straße bekannt.